# Marizete Moreira dos Santos
Marizete Moreira dos Santos (Santa Maria da Vitória, 23 de fevereiro de 1975) é uma atleta brasileira, tetracampeã da meia maratona de Brasília.

## Carreira
Sua carreira começou quando ainda estava na Bahia e ainda trabalhava na roça e sempre gostou muito de esportes, especialmente, futebol e vôlei. Foi para Brasília tantando melhorar a vida, em 1997, quando tinha 24 anos. Trabalhou numa lanchonete e num consultório odontológico, mas nunca abandonou o futebol. Foi quando conheceu Lauro, com quem se casou, que a levou para uma academia para treinar. Percebendo o talento de Marizete nas corridas, Lauro a apresentou para o treinador João Sena, conhecidor descobridor de talentos fundistas de Sobradinho que a convidou para fazer um teste. João ficou muito encantado com o potencial de Marizete, começando assim a orientar seus treinos no atletismo. Em junho de 1999, começou a se dedicar integralmente ao esporte e, em novembro do mesmo ano, disputou sua primeira prova, a Maratona de Curitiba, conquistando primeiro lugar da concorrida com um tempo de 3h17min. A partir daí, Marizete vem conquistando muitas vitórias em sua carreira no atletismo, como o tetracampeonato da Meia-maratona de Brasília. Sua última conquista, após várias outras, foi a Maratona Internacional de São Paulo de 2009, na qual ocupou a primeira posição na disputa feminina. Em 2010 conquistou o bicampeonato
desta prova, sendo a maior vencedora da categoria, com 13 vitórias em 16 disputas.

## Títulos
Além do tetracampeonato, recentemente em 2006, foi vice-campeã nessa mesma competição e terceira colocada na Corrida de Aracaju. Suas outras conquistas são: terceira colocada nos 8 km AT Guarujá, vice-campeonato na Maratona de São Paulo de 2004, o sexta lugar na Meia Maratona do Rio de Janeiro de 2005, o vice na Maratona de Florianópolis de 2005, campeã na corrida do Sesi de Brasília de 2005, o quinto lugar na Volta Internacional da Pampulha, o nono lugar na classificação geral da Corrida de São Silvestre e a quarta melhor brasileira em 2005. Ela é também bicampeã da Maratona Internacional de São Paulo (2009 e 2010).